# Leptofoenus
Leptofoenus is een geslacht van vliesvleugeligen uit de familie Pteromalidae. De wetenschappelijke naam van dit geslacht is voor het eerst geldig gepubliceerd in 1862 door Smith.

## Soorten
Het geslacht Leptofoenus omvat de volgende soorten:
- Leptofoenus howardi (Ashmead, 1895)
- Leptofoenus peleciniformis Smith, 1862
- Leptofoenus pittfieldae Engel, 2009
- Leptofoenus rufus LaSalle & Stage, 1985
- Leptofoenus stephanoides (Roman, 1920)
- Leptofoenus westwoodi (Ashmead, 1895)